# Bellamy (película)
Bellamy, titulada El inspector Bellamy en Hispanoamérica, es una película francesa dirigida por Claude Chabrol y protagonizada por Gérard Depardieu.

## Sinopsis
El inspector de policía Paul Bellamy (Gérard Depardieu) y su esposa Françoise (Marie Bunel) están de vacaciones en la casa de ella, debido a que Paul odia viajar. Sin embargo, Bellamy consigue dos excusas para no descansar: primero, la llegada de un extraño que exige su protección ante un caso peculiar; y segundo, la visita de su hermano Jacques, un hombre con mala suerte y, además, alcohólico. Estas dos situaciones lo harán pasar por una experiencia llena de desafíos tanto laborales como personales.

## Reparto
- Paul Bellamy- Gérard Depardieu
- Jacques Lebas- Clovis Cornillac
- Noël Gentil/Emile Leullet/Denis Leprince- Jacques Gamblin
- Françoise Bellamy- Marie Bunel
- Nadia Sancho- Vahina Giocante
- Madame Leullet- Marie Matheron
- Claire Bonheur- Adrienne Pauly
- Alain- Yves Verhoeven
- Bernard- Bruno Abraham-Kremer
- El abogado- Rodolphe Pauly